# Carmelo Abela
Carmelo Abela (ur. 10 lutego 1972) – maltański polityk, poseł do Izby Reprezentantów, w latach 2014–2017 minister spraw wewnętrznych, od 2017 do 2020 minister spraw zagranicznych, od 2020 do 2022 minister w biurze premiera.

## Życiorys
Kształcił się na Uniwersytecie Maltańskim. W 1990 podjął pracę w banku Mid-Med Bank (później HSBC Bank Malta), w którym był zatrudniony do 2014.
Zaangażował się w działalność polityczną w ramach Partii Pracy. W latach 1994–1996 wykonywał mandat radnego. W 1996 po raz pierwszy został wybrany na deputowanego do Izby Reprezentantów. Z powodzeniem ubiegał się o reelekcję w wyborach w 1998, 2003, 2008, 2013, 2017 i 2022.
Od kwietnia 2014 pełnił funkcję rzecznika prasowego rządu Josepha Muscata. W grudniu tegoż roku został powołany na ministra spraw wewnętrznych i bezpieczeństwa narodowego. W czerwcu 2017 w drugim gabinecie dotychczasowego premiera objął urząd ministra spraw zagranicznych i handlu. W styczniu 2020, gdy na czele rządu stanął Robert Abela, został ministrem w biurze premiera odpowiedzialnym m.in. za zrównoważony rozwój i dialog społeczny. Pełnił tę funkcję do marca 2022, nie wchodząc w skład utworzonego wówczas kolejnego gabinetu.